# Ридер (Северна Дакота)
Ридер (енгл. Reeder) град је у америчкој савезној држави Северна Дакота.

## Демографија
По попису из 2010. године број становника је 162, што је 19 (-10,5%) становника мање него 2000. године.
| Група             | 2000.       | 2010.       |
| Белци             | 177 (97,8%) | 155 (95,7%) |
| Афроамериканци    | 0 (0,0%)    | 1 (0,6%)    |
| Азијати           | 0 (0,0%)    | 0 (0,0%)    |
| Хиспаноамериканци | 0 (0,0%)    | 2 (1,2%)    |
| Укупно            | 181         | 162         |